# Colette Zytnicki
Colette Zytnicki, née en 1954, est une historienne française, professeur émérite de l'université Toulouse-Jean-Jaurès.

## Travaux de recherche
Professeur d'histoire contemporaine à l'université Toulouse-Jean-Jaurès, elle travaille sur l'histoire coloniale du Maghreb. Ses premiers travaux ont porté sur l’histoire des Juifs du Maghreb avant et pendant la colonisation : Les Juifs à Toulouse, entre 1945 à 1970 : une communauté toujours recommencée, Toulouse, Presses universitaires du Mirail, 1998 où elle analyse le rôle des structures communautaires dans l’insertion de l’immigration en provenance du Maghreb au début des années 1960, reconfigurant la place et la définition du groupe dans l’espace public. 
Elle codirige avec Jean-Marc Chouraqui et Gilles Dorival Les usages du passé juif, Aix-en-Provence, Éditions de la MMSH, 2006 et un ouvrage collectif sur les migrations des Juifs au XXe siècle : Terre d’exil, terre d’asile : migrations juives en France aux XIXe et XXe siècles, Paris, Éditions de l’Éclat, 2010.
Ensuite, Colette Zytnicki entame un travail qu’elle poursuit encore sur les aspects culturels de la colonisation. Sud-Nord, de l’Emprise aux confluences. Cultures coloniales en France (XIXe-XXe siècles, Chantal Bordes-Benayoun et Colette Zytnicki (sous la dir.), Toulouse, Privat, 2004, se penche sur les bouleversements culturels induits par la colonisation avant et après celle-ci, en France et au Maghreb. Dans Décoloniser l’histoire ? Sophie Dulucq et Colette Zytnicki (sous la dir.), Paris, Publication de la SFHOM, 2003, elle s’interroge sur l’écriture de l’histoire coloniale en questionnant tout d’abord l’expression, pour ensuite évoquer ses producteurs et son contenu. De cette réflexion portant sur l'ensemble de la production historiographique est née la réflexion plus spécifique sur la construction de l'histoire des Juifs du Maghreb pendant la période coloniale.  Dans l'histoire des Juifs du Maghreb : naissance d'une historiographie coloniale, Paris, 2011. Colette Zytnicki analyse tant la production historiographique que ses acteurs et sa réception. 
Ses recherches sur le monde colonial l’ont conduite à s’intéresser à un champ alors peu exploré, celui du tourisme en situation coloniale. Il a d’abord pris la forme d'un tourisme élitiste, aristocratique et bourgeois qui, bien que minoritaire, a suscité l’apparition d’un secteur économique ad hoc, transformé certaines villes et hanté l’imaginaire collectif. Il a été soutenu par les milieux politiques et économiques coloniaux qui lui ont fourni les infrastructures nécessaires. C'est ce que met en évidence le programme de recherche sur l'histoire du tourisme dans le Maghreb colonial coordonné avec Habib Kazdaghli, professeur à la Faculté des lettres et des humanités de l' université de la Manouba. Ce programme a donné lieu à un ouvrage collectif (Le tourisme dans l’Empire français : politiques, pratiques et imaginaires, Paris, Publication de la SFHOM, 2009) et à de nombreuses rencontres internationales. Colette Zytnicki a également analysé le développement du tourisme dans l'Algérie coloniale, révélant l'action des acteurs politiques (comme l'administration coloniale, l'armée) et économiques (les compagnies de transport (Algérie terre de tourisme : histoire d’un loisir colonial, Paris, Vendémiaire, 2016).
Ses travaux portent actuellement sur les villages de colonisation en Algérie, créés dès les années 1840. 
Draria, un village à l’heure coloniale, 1830-1962, Paris, Belin, 2019,.    
Son dernier livre, qui se présente sous forme de synthèse des travaux parus sur la question, porte sur les débuts de la colonisation en Algérie. La Conquête. Comment les Français ont pris possession de l'Algérie (1830-1848), Paris, Tallandier, 2022,.   
Par ailleurs, elle publie Toulouse, 1962. Fin de guerre et arrivée des Pieds-noirs, Toulouse, Editions midi-pyrénéennes, 2019.
Elle est co-rédactrice en chef de la revue Outre-mers : revue d'histoire.

## Publications
- Une communauté toujours recommencée : les Juifs à Toulouse, entre 1945 à 1970, Toulouse, Presses universitaires du Mirail, 1998.
- Décoloniser l’histoire ? Sophie Dulucq et Colette Zytnicki (sous la dir.), Paris, Publication de la SFHOM, 2003.
- Sud-Nord, de l’Emprise aux confluences : cultures coloniales en France (XIXe-XXe siècles), Chantal Bordes-Benayoun et Colette Zytnicki (sous la dir.), Toulouse, Privat, 2004.
- Les usages du passé juif, Jean-Marc Chouraqui, Gilles Dorival et Colette Zytnicki (sous la dir.), Aix-en-Provence, Éditions de la MMSH, 2006.
- D’une frontière à l’autre : migrations, passages, imaginaires, Jean-François Berdah, Anny Bloch-Raymond et Colette Zytnicki (sous la dir.), Toulouse, Méridiennes, 2007.
- Le tourisme dans l’Empire français : politiques, pratiques et imaginaires, Colette Zytnicki et Habib Kazdaghli (sous la dir.), Paris, Publication de la SFHOM, 2009.
- Terre d’exil, terre d’asile : migrations juives en France aux XIXe et XXe siècles, Colette Zytnicki (sous la dir.), Paris, Éditions de l’Éclat, 2010.
- L’histoire des Juifs du Maghreb à l’époque coloniale : constructions et usages du passé, Paris, PUPS, 2011.
- Algérie, terre de tourisme : histoire d’un loisir colonial, Paris, Vendémiaire, 2016
- Un village à l'heure coloniale. Draria, 1830-1962, Belin, 2019.
- Toulouse, 1962. Fin de guerre et arrivée des Pieds-noirs, Toulouse, Editions midi-pyrénéennes, 2019.
- Fabrique du tourisme et expériences patrimoniales au Maghreb (XIXe – XXIe siècles) (co-dir. Charlotte Mus-Jelidi et Cyril Isnart), Rabat, Centre Jacques Berque, 2018.
- La Conquête. Comment les Français ont pris possession de l'Algérie (1830-1848), Paris, Tallandier, 2022  (ISBN 979-10-210-4719-8) (EAN papier : 9791021047198).